# کابینه ۴۶ام کویت
کابینه کویت نهاد اجرایی ارشد کشور کویت است. چهل و ششمین کابینه در تاریخ کویت در ۱۲ مه ۲۰۲۴ منصوب شد. در ۱۵ آوریل ۲۰۲۴، امیر کویت شیخ مشعل الاحمد الجابر الصباح، شیخ احمد عبدالله الاحمد الصباح را به عنوان نخست‌وزیر منصوب کرد. امیر همچنین به نخست‌وزیر مأموریت داده است تا ترکیب کابینه را برای انتصاب آنها ارجاع دهد. در ۱۲ مه ۲۰۲۴، ترکیب جدید کابینه پس از تأیید امیر در یک فرمان امیری اعلام شد. در ۱۵ مه ۲۰۲۴، دولت تازه تشکیل شده در برابر امیر سوگند قانون اساسی یاد کرد. در ۲۵ اوت ۲۰۲۴، امیر کویت فرمانی مبنی بر تغییر کابینه امضا کرد. در ۸ سپتامبر ۲۰۲۴، امیری با صدور فرمانی استعفای معاون نخست‌وزیر و وزیر نفت را پذیرفت و همزمان با آن، وزیر دارایی را به عنوان سرپرست وزارت نفت منصوب کرد.
در ۲۹ اکتبر ۲۰۲۴، حکم امیری مبنی بر انتصاب وزیر آموزش و پرورش و وزیر نفت صادر شد. در ۱۱ نوامبر ۲۰۲۴، حکم امیری مبنی بر تغییر انتصاب محمد الواسمی به عنوان وزیر اوقاف و امور اسلامی صادر شد. ناصر السمیت به عنوان وزیر دادگستری منصوب شد. همچنین در ۴ فوریه ۲۰۲۵، فرمانی از سوی امیر صادر شد که انتصاب شیخ فهد یوسف سعود الصباح را به عنوان معاون اول نخست‌وزیر و وزیر کشور و شیخ عبدالله علی عبدالله السالم الصباح را به عنوان وزیر دفاع انتصاب می‌کرد. در ۱۰ مارس ۲۰۲۵، حکم امیری مبنی بر پذیرش استعفای وزیر برق، آب و انرژی‌های تجدیدپذیر و صدور حکم انتصاب وزیر فواید عامه به عنوان سرپرست وزیر برق، آب و انرژی‌های تجدیدپذیر صادر شد. در ۲۴ مارس ۲۰۲۵، دکتر صبیح المخیزم به عنوان وزیر برق، آب و انرژی‌های تجدیدپذیر منصوب شد.
| نام                                 | سمت                                                     | وبگاه                   | دوره تصدی                    |
| ----------------------------------- | ------------------------------------------------------- | ----------------------- | ---------------------------- |
| احمد عبدالله الاحمد الصباح          | نخست‌وزیر                                                | pm.gov.kw               | ۱۵ آوریل ۲۰۲۴ –              |
| فهد یوسف سعود الصباح                | معاون اول نخست‌وزیر و وزارت کشور                         | moi.gov.kw              | ۱۲ مه ۲۰۲۴ –                 |
| شریده المعوشرجی                     | معاون نخست‌وزیر و وزیر مشاور در امور کابینه              | cmgs.gov.kw mona.gov.kw | ۱۲ مه ۲۰۲۴ –                 |
| عماد العتیقی                        | معاون نخست‌وزیر و وزارت نفت                              | moo.gov.kw              | ۱۲ مه ۲۰۲۴ – ۸ سپتامبر ۲۰۲۴  |
| نوره الفصام (کفیل)                  | وزارت نفت (کویت)                                        | moo.gov.kw              | ۸ سپتامبر ۲۰۲۴–۲۹ اکتبر ۲۰۲۴ |
| طارق سلیمان الرومی                  | وزارت نفت (کویت)                                        | moo.gov.kw              | ۲۹ اکتبر ۲۰۲۴ -              |
| فهد یوسف سعود الصباح                | وزارت دفاع                                              | mod.gov.kw              | ۱۲ مه ۲۰۲۴ – ۴ فوریه ۲۰۲۵    |
| عبدالله علی العبدالله السالم الصباح | وزارت دفاع                                              | mod.gov.kw              | ۴ فوریه ۲۰۲۵ –               |
| عمر سعود العمر                      | وزارت بازرگانی و صنعت                                   | moci.gov.kw             | ۱۲ مه ۲۰۲۴ – ۲۵ اوت ۲۰۲۴     |
| خلیفه العجیل                        | وزارت بازرگانی و صنعت                                   | moci.gov.kw             | ۲۵ اوت ۲۰۲۴ –                |
| عادل العدوانی                       | وزیر آموزش                                              | moe.edu.kw              | ۱۲ مه ۲۰۲۴ – ۲۵ اوت ۲۰۲۴     |
| نادر عبدالله محمد الجلال (کفیل)     | وزیر آموزش                                              | moe.edu.kw              | ۲۵ اوت ۲۰۲۴ – ۲۹ اکتبر ۲۰۲۴  |
| جلال عبدالمحسن الطبطبائی            | وزیر آموزش                                              | moe.edu.kw              | ۲۹ اکتبر ۲۰۲۴ –              |
| محمود عبدالعزیز بوشهری              | وزارت برق، آب و انرژی‌های تجدیدپذیر                      | mew.gov.kw              | ۱۲ مه ۲۰۲۴ – ۱۰ مارس ۲۰۲۵    |
| نوره المشعان (کفیل)                 | وزارت برق، آب و انرژی‌های تجدیدپذیر                      | mew.gov.kw              | ۱۰ مارس ۲۰۲۵ – ۲۴ مارس ۲۰۲۵  |
| صبیح عبدالعزیز المخیزیم             | وزارت برق، آب و انرژی‌های تجدیدپذیر                      | mew.gov.kw              | ۲۴ مارس ۲۰۲۵ –               |
| انور المضف                          | وزارت دارایی و وزیر مشاور در امور اقتصادی و سرمایه‌گذاری | mof.gov.kw              | ۱۲ مه ۲۰۲۴ – ۲۵ اوت ۲۰۲۴     |
| نوره الفصام                         | وزارت دارایی و وزیر مشاور در امور اقتصادی و سرمایه‌گذاری | mof.gov.kw              | ۲۵ اوت ۲۰۲۴ –                |
| عبدالله علی الیحیی                  | وزارت امور خارجه                                        | mofa.gov.kw             | ۱۲ مه ۲۰۲۴ –                 |
| احمد عبدالوهاب العوضی               | وزارت بهداشت                                            | moh.gov.kw              | ۱۲ مه ۲۰۲۴ –                 |
| عادل العدوانی                       | وزیر آموزش عالی و تحقیقات علمی                          | mohe.edu.kw             | ۱۲ مه ۲۰۲۴ – ۲۵ اوت ۲۰۲۴     |
| نادر الجلال                         | وزیر آموزش عالی و تحقیقات علمی                          | mohe.edu.kw             | ۲۵ اوت ۲۰۲۴ –                |
| عبدالرحمان بداح المطیری             | وزارت اطلاعات و فرهنگ                                   | media.gov.kw            | ۱۲ مه ۲۰۲۴ –                 |
| محمد ابراهیم الوسمی                 | وزارت دادگستری                                          | moj.gov.kw              | ۱۲ مه ۲۰۲۴ – ۱۱ نوامبر ۲۰۲۴  |
| ناصر یوسف السمیط                    | وزارت دادگستری                                          | moj.gov.kw              | ۱۱ نوامبر ۲۰۲۴ –             |
| محمد ابراهیم الوسمی                 | وزارت اوقاف و امور اسلامی کویت                          | awqaf.gov.kw            | ۱۲ مه ۲۰۲۴ –                 |
| نوره المشعان                        | وزیر فواید عامه                                         | mpw.gov.kw              | ۱۲ مه ۲۰۲۴ –                 |
| امثال الحویله                       | وزیر امور اجتماعی، خانواده و کودکان                     | mosa.gov.kw             | ۱۲ مه ۲۰۲۴ –                 |
| عمر سعود العمر                      | وزیر مشاور در امور ارتباطات                             | moc.gov.kw              | ۱۲ مه ۲۰۲۴ –                 |
| محمود عبدالعزیز بوشهری              | وزیر مشاور در امور مسکن                                 | pahw.gov.kw             | ۱۲ مه ۲۰۲۴ – ۲۵ اوت ۲۰۲۴     |
| عبداللطیف المشاری                   | وزیر مشاور در امور مسکن                                 | pahw.gov.kw             | ۲۵ اوت ۲۰۲۴ –                |
| نوره المشعان                        | وزیر مشاور در امور شهرداری‌ها                            | baladia.gov.kw          | ۱۲ مه ۲۰۲۴ – ۲۵ اوت ۲۰۲۴     |
| عبداللطیف المشاری                   | وزیر مشاور در امور شهرداری‌ها                            | baladia.gov.kw          | ۲۵ اوت ۲۰۲۴ –                |
| امثال الحویله                       | وزیر مشاور در امور جوانان                               | youth.gov.kw            | ۱۲ مه ۲۰۲۴ – ۲۵ اوت ۲۰۲۴     |
| عبدالرحمان بداح المطیری             | وزیر مشاور در امور جوانان                               | youth.gov.kw            | ۲۵ اوت ۲۰۲۴ –                |